# Partido General Pueyrredón
General Pueyrredón ist ein Partido im Süden der Provinz Buenos Aires in Argentinien. Der Verwaltungssitz ist die Stadt Mar del Plata. Laut einer Schätzung von 2019 hat der Partido 653.406 Einwohner auf 1460 km². Der Partido ist nach Juan Martín de Pueyrredón (1776–1850) benannt, der 1806 bei der Verteidigung von Buenos Aires gegen die Besetzung durch die Royal Navy kämpfte und im argentinischen Unabhängigkeitskrieg erneut für sein Land kämpfte. Später wurde er Politiker und diente als Gouverneur der Provinz Córdoba und als Staatschef von Argentinien.

## Orte
- Mar del Plata (Verwaltungssitz)
- Sierra de los Padres
- Laguna de los Padres
- Batán
- El Coyunco
- Gloria de la Peregrina
- Colinas Verdes
- El Dorado
- Santa Paula
- Las Margaritas
- Barrio 2 de Abril
- La Adela
- Santa Angela
- El Sosiego
- Los Zorzales
- Las Quintas

## Wirtschaft
Die Wirtschaft des Partido General Pueyrredón wird von der touristischen Sommersaison (Dezember–Februar) dominiert, wenn Hunderttausende von Urlaubern aus dem Stadtgebiet von Gran Buenos Aires an die Atlantikküste Argentiniens kommen. Der andere wichtige Wirtschaftszweig ist die Fischerei. Die Hauptstadt des Partido, Mar del Plata, besitzt einen der wichtigsten Fischereihäfen Argentiniens.
Weitere Wirtschaftszweige sind Ackerbau, Rinder- und Milchwirtschaft, verwandte landwirtschaftliche Industrien, Metallurgie und der Dienstleistungssektor.